# R del Lleó
R del Lleó (R Leonis) és un estel variable en la constel·lació del Lleó localitzada 5º a l'oest de Regulus (α Leonis) i al nord-est de Subra (ο Leonis). Quan està en lluentor màxima és visible a ull nu, mentre que en el mínim és necessari un telescopi d'almenys 7 cm per poder veure-la. Va ser descoberta en 1782 per J.A. Koch, i és la quarta variable coneguda després de Mira (ο Ceti), χ Cygni i R de l'Hidra Femella.
D'acord amb els mesuraments més recents, R del Lleó es troba a 240 anys llum del Sistema Solar, i és una de les variables Mira més properes. Amb un període de 312 dies, la seva lluentor varia entre magnitud aparent +4,40 i +11,30, la qual cosa suposa un augment de la seva lluminositat en un factor de 575 des del mínim. Com totes les variables Mira, R Leonis és una geganta vermella el tipus espectral de la qual, en mínima lluentor, és M8 III.
En aquesta classe de variables, la superfície estel·lar no està ben definida i la mesura directa del diàmetre angular depèn de la longitud d'ona emprada així com del moment del cicle en el qual s'hi trobe l'estel. A més, observacions efectuades amb el telescopi espacial Hubble han mostrat que la forma de R del Lleó no és esfèrica sinó elipsoidal —amb forma d'ou—, i el seu diàmetre aparent és 70 × 78 mil·lisegons d'arc. Això pot ser el resultat de pulsacions no radials —l'estel no s'expandeix igual en totes direccions— o pot ser una il·lusió òptica causada per taques fosques en la seva superfície. Per tot això, la mesura del seu radi —per interferometria i ocultació lunar— dona lloc a valors que van des d'1 ua a 2 ua. Les variables de llarg període són estels molt evolucionats que s'han expandit com a gegants per segona vegada i que el seu interior està format per oxigen i carboni inerts. En un determinat moment es desestabilitzen, començant a prémer —expandint-se i contraient-se—, cosa que origina la variabilitat. La gran variació en l'espectre visible és fruit de les fluctuacions de temperatura produïdes per la pulsació, però la variació en la seva lluminositat total —i en l'infraroig— és molt menys acusada.
Al moment del seu naixement, s'estima que R del Lleó tenia una massa de 1,5 masses solars. Avui, igual que altres estels similars, R Leonis perd massa estel·lar a un ritme molt fort; el material circumdant emet potents màsers de monòxid de silici (SiO) i hidroxil (OH), on les molècules emeten microones semblants a les d'un làser. L'aigua també està present. Les fluctuacions del màser de SiO impliquen un camp magnètic i la possible presència d'un planeta.